# Sony Alpha NEX-5
Les Sony Alpha NEX-5 sont une série d'appareils photo hybrides semi-expert de monture E destiné aux amateurs débutants ou éclairés produits entre 2010 et 2014 par Sony Alpha. Cette série se compose de quatre modèles : le NEX-5, le NEX-5N, le NEX-5R et le NEX-5T. Cette série est partiellement remplacée par la nomenclature ILCE-5x00, en particulier à la sortie de l'Alpha 5100.

## NEX-5
Aucun NEX-5N
Le Sony Alpha NEX-5 est un appareil photographique hybride grand public commercialisé par Sony en juin 2010. Il est remplacé par le NEX-5N l'année suivante.

### Caractéristiques techniques

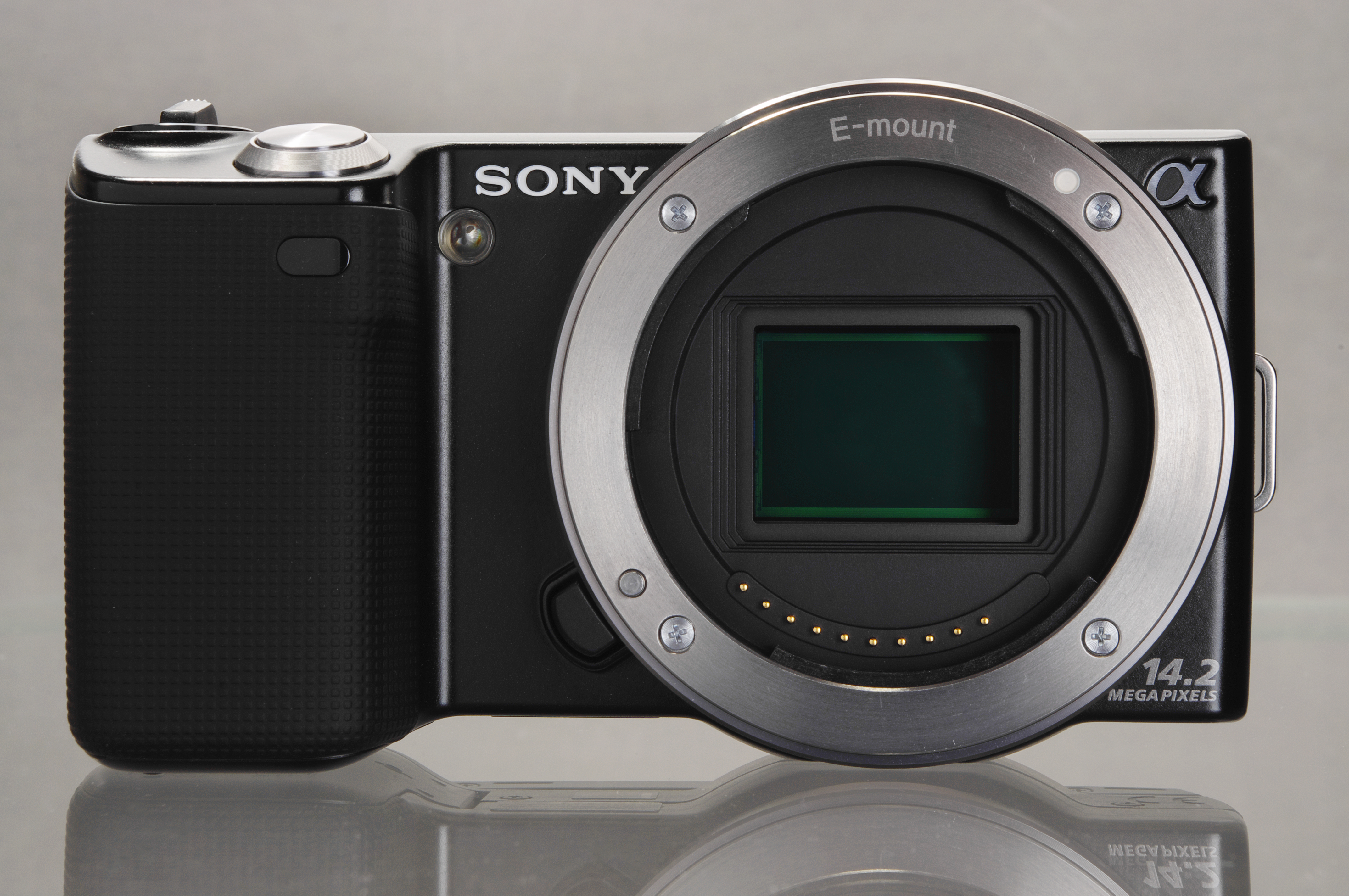
Vue du capteur du NEX-5.

Lors de leurs sorties, le NEX-5 et le NEX-3 sont les premiers appareils hybrides équipés de capteurs au format APS-C, ils inaugurent la gamme d'optique à monture Sony E. Le NEX-5 est alors le plus petit appareil au monde équipé de ce format de capteur. Il possède une coque en alliage de magnésium.
En ce qui concerne l'électronique, le NEX-5 est muni d'un capteur Sony CMOS Exmor de 14,2 mégapixels dont la sensibilité peut atteindre 12 800 ISO. Le microprocesseur Bionz, déjà utilisé sur les appareils photographiques reflex numériques de la marque s'occupe du traitement de l'image qui est affichée sur un écran LCD de 920 000 points mesurant 7,5 cm de diagonale, monté sur charnière. Il est capable de filmer en 1080p à 25 i/s.

### Accueil
Le NEX-5 est globalement bien accueilli par la presse et par le public pour son rapport prix/performances/encombrement.
Le site Les Numériques lui décerne 5 étoiles, relevant en points positifs la compacité, la bonne construction, l'écran de bonne qualité et monté sur charnière, la qualité d'image (dont la gestion du bruit), la vidéo HD 1080i avec son stéréo et autofocus continu ainsi que le mode panorama. En points négatifs le site fait état d'un démarrage lent, du manque de praticité du flash externe, d'un manque d'accès direct aux réglages et une prise en mains peu ergonomique pour certaines morphologies.

### Concurrence
Le NEX-5 fait partie du marché « amateur » ou « grand-public », une catégorie qui regroupe des appareils simples d'utilisation, destinés à tous les utilisateurs amateurs non-experts ; elle est très concurrentielle. Le NEX-5 est directement confronté aux hybrides Micro quatre tiers que sont les Panasonic GF1 et les Olympus PEN (EP-2 et E-PL1). Il est également placé en concurrence des reflex amateurs qui comptent alors les Canon EOS 550D, Nikon D5000, Pentax K-x et en interne le SLT Alpha 55.

## NEX-5N
NEX-5 NEX-5R
Le Sony Alpha NEX-5N est un appareil photographique hybride grand public commercialisé par Sony en septembre 2011. Il succède au NEX-5 et est remplacé par le NEX-5R au bout d'un an, il reste néanmoins au catalogue jusqu’au premier trimestre 2013.

### Apports

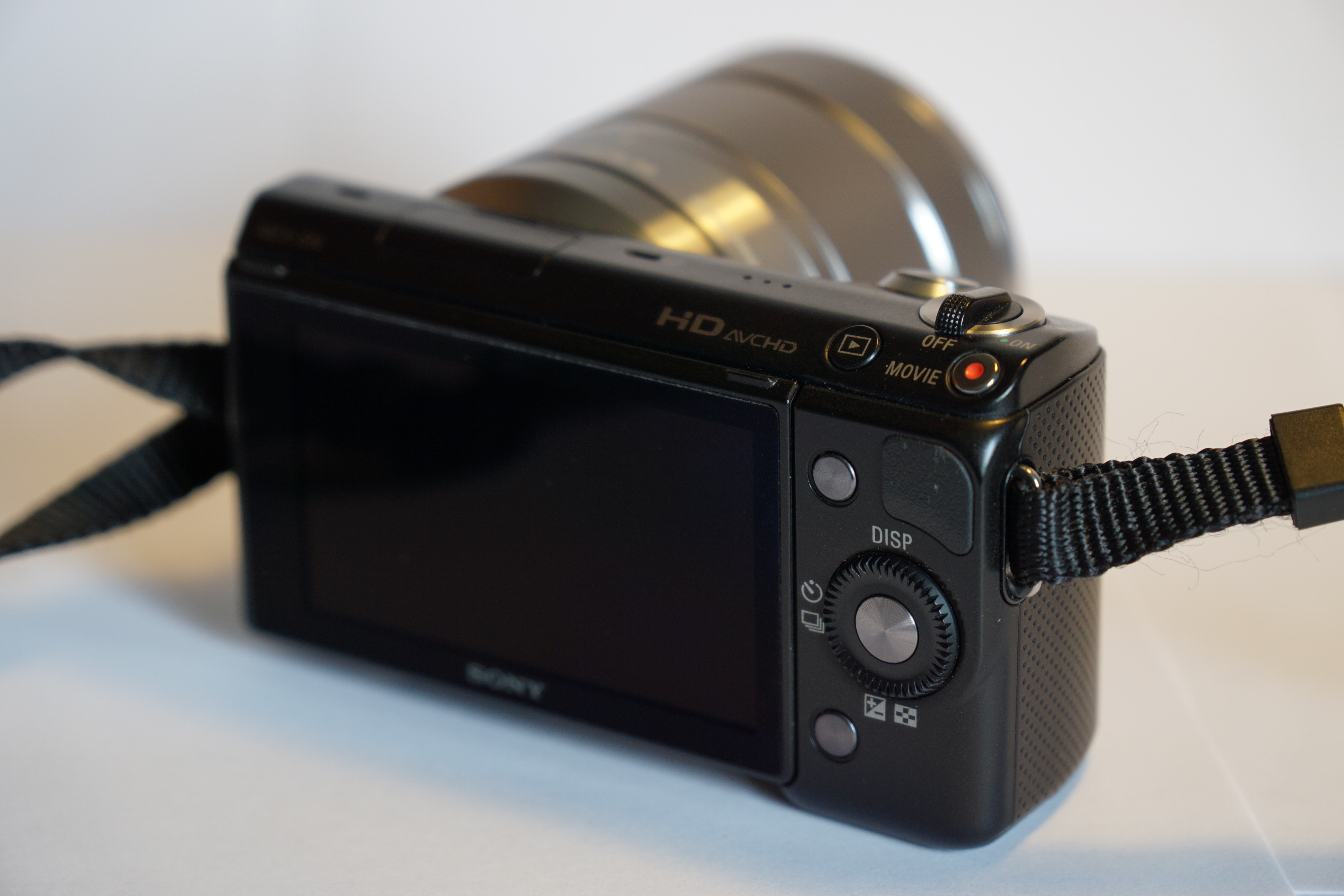
Vue de l'arrière du NEX-5.

Par rapport au modèle précédent, le NEX-5N apporte un design plus fin et ergonomique accompagné de plusieurs évolutions techniques. Le capteur passe à 16,1 mégapixels la sensibilité augmente jusqu'à 25 600 ISO. La rapidité augmente également avec un temps d'allumage divisé par deux, un mode rafale qui passe de 7 à 10 i/s ainsi qu'un meilleur autofocus. La prise de vidéo est également plus fluide en passant en 50i/s,.

## NEX-5R
NEX-5N NEX-5T
Le Sony Alpha NEX-5R est un appareil photographique hybride commercialisé par Sony en septembre 2012. Il succède au NEX-5N, il est remplacé par le NEX-5T.

### Apports
Par rapport au modèle précédent, le NEX-5R apporte un design encore plus fin et ergonomique qui voit l'arrivée d'une nouvelle molette et d'un bouton de réglage sur le capot dont la fonction est personnalisable. L'articulation de l'écran est accentuée. L'appareil apporte des technologies de communication comme le Wi-Fi, mais celui-ci ralentit l'appareil, en particulier à l'allumage,.
Avec le NEX-6, il est le premier appareil photo a bénéficier d'une boutique d'applications pour appareil photo dénommée « PlayMemories ». Elle permet notamment de modifier les photographies directement sur l’appareil, de le contrôler avec un smartphone ou encore de les partager les photos sur des sites dédiés ainsi que sur les réseaux sociaux.

## NEX-5T
NEX-5R α 5100
Le Sony Alpha NEX-5T est un appareil photographique hybride commercialisé par Sony en septembre 2013. Il succède au NEX-5R. En mars 2014, l'Alpha 5000 remplace le NEX-3N et indirectement le NEX-5T, dont il reprend la forme générale et quelques technologies,. Après cela seul le double kit incluant le 16-50 mm et le 55-210 mm est maintenue puis liquidé au cours de l'été suivant, avant d'être définitivement remplacé par la sortie de l'Alpha 5100 qui récupère notamment l'écran tactile.

### Apports
Le NEX-5T reste identique au NEX-5R mais corrige les problèmes de rapidité de ce dernier tout en ajoutant la technologie NFC qui permet notamment un transfert rapide des photos vers un smartphone ou une tablette,.

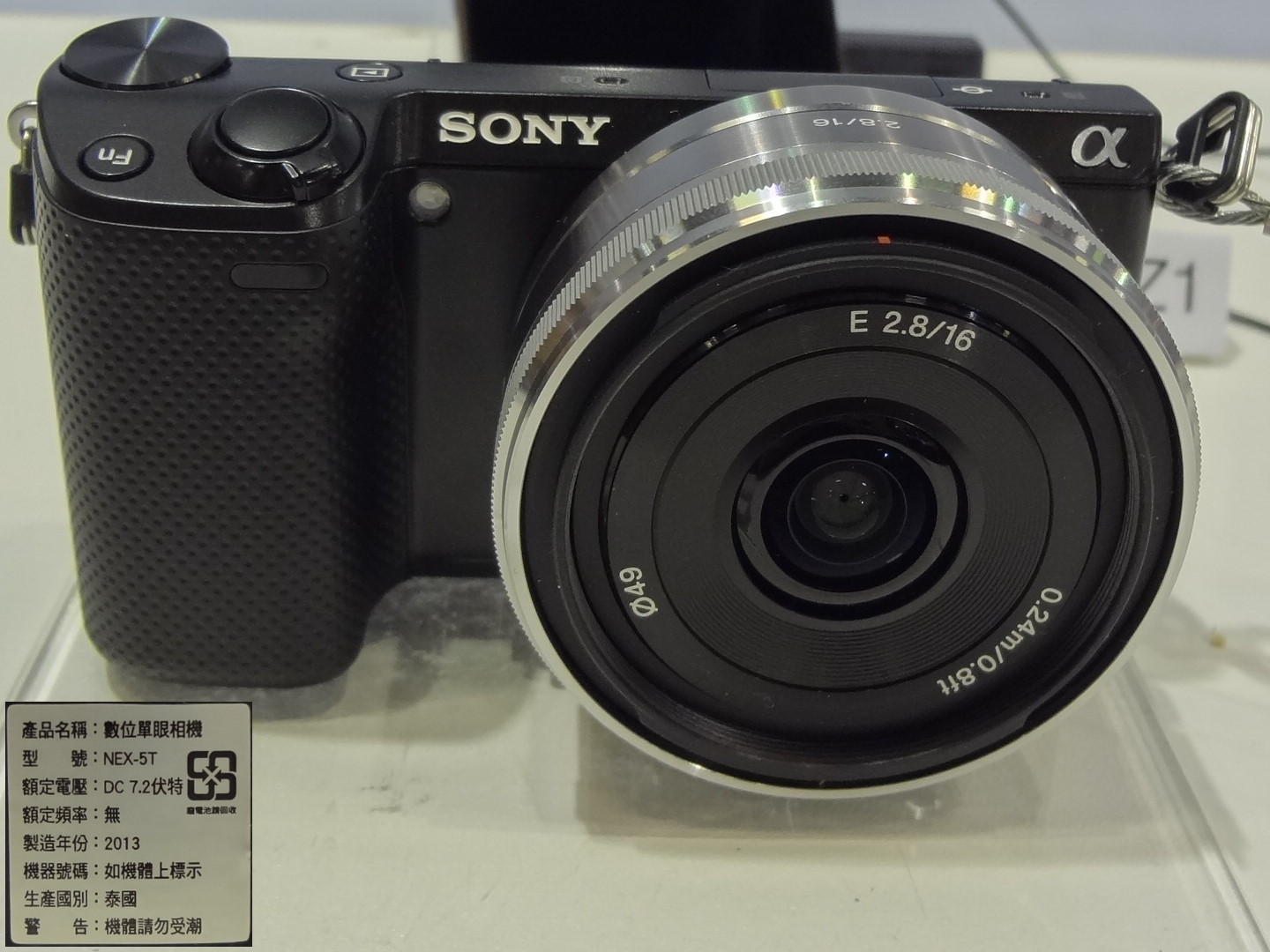
Vue avant.
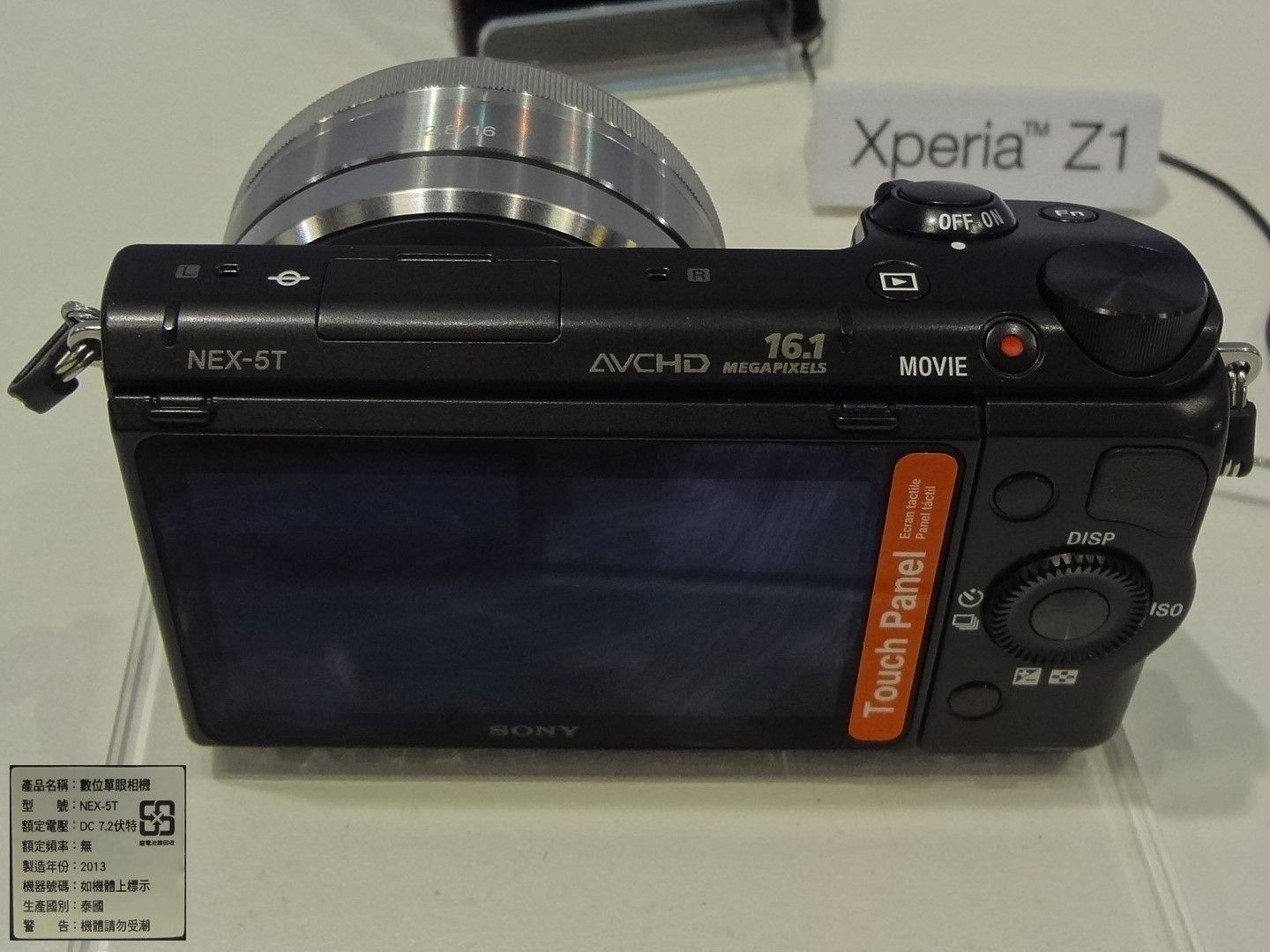
Vue arrière.